# Veľká Skalná
Veľká Skalná je zrušená národní přírodní rezervace v katastrálních územích obcí Blatnica v okrese Martin a Mošovce v okrese Turčianske Teplice v Žilinském kraji na Slovensku. Území bylo vyhlášeno v roce 1988 a jeho rozloha byla 645,23 hektaru. Předmětem ochrany byla zachovalá lesní společenstva montánního až subalpínského vegetačního stupně s bohatstvím rostlinných druhů, fragmentárním výskytem suchomilných a teplomilných rostlinných druhů a ukázkami typických krasových forem s výskytem přirozených biotopů vzácných živočichů. Rezervace byla k 1. lednu 2024 zrušena a její území začleněno do systému zón národního parku Velká Fatra.

## Přístup
Bývalou rezervací vedou zelená turisticky značená trasa č. 5634 a modře značená trasa č. 2720.